# Protracheoniscus komareki
Protracheoniscus komareki är en kräftdjursart som beskrevs av Zdenek Frankenberger 1941. Protracheoniscus komareki ingår i släktet Protracheoniscus och familjen Trachelipodidae. Inga underarter finns listade i Catalogue of Life.